# The Lodge (película)
The Lodge es una película de terror psicológico de 2019 dirigida por Veronika Franz y Severin Fiala, con un guion coescrito con Sergio Casci. Es protagonizada por Riley Keough, Jaeden Martell, Lia McHugh, Alicia Silverstone y Richard Armitage. 
El proyecto fue anunciado en octubre de 2017, Riley Keough se unió al elenco de la película, con Franz y Fiala dirigiendo desde un guion que escribieron junto a Sergio Casci. Gran parte del elenco se unió en febrero de 2018 y la fotografía principal comenzó en marzo de 2018 y terminó ese mismo mes. 
Tuvo su estreno mundial en el Festival de Cine de Sundance el 25 de enero de 2019 y fue estrenada el 7 de febrero de 2020 por NEON.

## Argumento
Laura Hall se suicida después de que su exmarido, Richard, le informa que planea casarse con Grace Marshall, una mujer que conoció mientras investigaba un libro sobre un culto cristiano extremista. Criada en el culto, Grace fue la única sobreviviente de su suicidio en masa, dirigido por su padre. La muerte de Laura la devasta a ella y a los hijos de Richard, el joven Aiden y la joven Mia.
Seis meses después, Richard anuncia que pasarán la Navidad con Grace en el remoto albergue de la familia en Massachusetts para poder conocerse. Aiden y Mia descubren el pasado de Grace, incluidas imágenes de video del culto, que muestran a los seguidores fallecidos envueltos en seda púrpura con cinta adhesiva en la boca donde está escrita la palabra "pecado". En el albergue, los niños actúan de forma hostil hacia Grace y rehúsan los esfuerzos por vincularse con ella, incluso después de que Richard regresa a la ciudad por una obligación laboral. La inquietud de Grace se ve agravada por la abundancia de iconografía católica en la cabaña, lo que la hace tener pesadillas sobre su padre. Después de ser reprendido por verla ducharse, Aiden le prepara una taza de chocolate a Grace.
Por la mañana, Grace se despierta y descubre que faltan sus pertenencias, incluyendo la ropa, la medicación psiquiátrica y su perro, así como toda la comida y las decoraciones navideñas. El generador se ha apagado, dejando todos sus teléfonos móviles muertos. Grace sospecha que los niños le han hecho una broma, pero descubre que también le faltan sus pertenencias. Ella nota que los relojes han avanzado hasta el 9 de enero. Aiden le dice a Grace que él soñó que el calentador de gas funcionaba mal y todos se asfixiaron, y expresa temor de que puedan estar en la otra vida.
Durante los próximos días, Grace, que sucumbe a la ansiedad, la abstinencia de medicamentos, el hambre y el frío, comienza a caminar sonámbula y se ve atormentada por visiones y sueños perturbadores, incluida la voz recurrente de su padre que sermonea. Intenta caminar hasta la ciudad más cercana y descubre una cabaña en forma de cruz donde ve a su padre llamándola. Eventualmente viaja en círculo, llevándola de regreso al albergue. Enterrada en la nieve, descubre una foto de Aiden y Mia en un marco conmemorativo, y adentro, encuentra a los niños rezando por un artículo de periódico que detalla las muertes de los tres por envenenamiento por monóxido de carbono el 22 de diciembre. Aiden insiste en que están en el purgatorio y se ahorca en el ático como prueba de que están muertos, solo para sobrevivir inexplicablemente.
Grace sufre un ataque de nervios, que se intensifica cuando encuentra a su perro muerto congelado afuera. Ella entra en un estado catatónico en el porche. Preocupados de que pudiera morir por la exposición, los niños finalmente admiten que la han estado manipulando todo el tiempo, que la drogaron, escondieron sus posesiones, simularon el ahorcamiento y reprodujeron grabaciones de los sermones de su padre a través de un altavoz inalámbrico. Con sus propios teléfonos muertos por fin, los niños intentan sin éxito encender el generador y llevarle su medicamento a Grace, pero la encuentran convencida de que están en el purgatorio y deben hacer penitencia para ascender al cielo.
Esa noche, los niños presencian cómo Grace se auto flagela al quemarse en la chimenea. Se esconden en el ático, pero Grace los confronta por la mañana, insistiendo en que deben "sacrificar algo por el Señor". Richard regresa para descubrir a Grace inconsolable blandiendo su pistola. En un intento por demostrar su creencia de que están en el purgatorio, ella le dispara el arma y lo mata. Aiden y Mia intentan huir en el coche, pero quedan atrapados en la nieve. Grace obliga a los niños a regresar al albergue, donde los sienta a la mesa con el cadáver de su padre y canta " Más cerca, Dios mío, de ti ". Ella coloca cinta adhesiva que dice "pecado" en cada una de sus bocas antes de contemplar el arma

## Reparto
- Riley Keough como Grace Marshall.
  - Lola Reid como Young Grace.
- Jaeden Martell como Aidan Hall.
- Lia McHugh como Mia Hall.
- Richard Armitage como Richard Hall.
- Alicia Silverstone como Laura Hall.
- Katelyn Wells como Wendy.
- Daniel Keough
- Wally como Grady el perro.

## Producción
En octubre de 2017, Riley Keough se unió al elenco de la película, con Veronika Franz y Severin Fiala dirigiendo desde un guion que escribieron junto a Sergio Casci. FilmNation Entertainment y Hammer Films produjeron y financiaron la película.
En febrero de 2018, Jaeden Martell, Richard Armitage y Lia McHugh se unieron al elenco de la película, y la producción comenzó ese mismo día. Katelyn Wells se unió a la película a principios de marzo de 2018 y comenzó a trabajar en el proyecto al día siguiente.

## Estreno
La película tuvo su estreno mundial en el Festival de Cine de Sundance el 25 de enero de 2019. Poco después, NEON adquirió los derechos de distribución de la película. Originalmente, la película estaba programada para estrenarse en los Estados Unidos el 15 de noviembre de 2019 pero se retrasó hasta el 7 de febrero de 2020, cuando se estrenó en forma limitada en Los Ángeles y Nueva York. El estreno en cines se expandió a 320 salas de cine en los Estados Unidos el 21 de febrero de 2020.  